# Lacrosse op de Olympische Zomerspelen 1928
Lacrosse was een demonstratiesport op de Olympische Zomerspelen 1928 in Amsterdam. Teams uit Canada, het Verenigd Koninkrijk en de Verenigde Staten speelden wedstrijden op 5 augustus. De uitslagen zijn onbekend. Kaartjes om de wedstrijd bij te wonen kostten tussen de ƒ 1,25 en ƒ 7,50.

## Teams

### Canada
| - J. Stoddart - L. Gregory - C. Grauer - R. A. Mackie - A. Farrow - W. Fraser | - A. Brown - J. Vernon - N. Atkinson - J. Wood - C. Doyle - A. W. Wilkie |

Reserves:
| - F. D. Bourne - D. Grauer - L. P. Gregory | - E. G. Burnett - W. G. Hersperger - J. P. V. Woollam |

### Verenigde Staten
| - W. F. Logan - Th. N. Biddison - G. Helfrich - J. K. Eagan - L. S. Nixdorff - J. D. Lang | - J. W. Boynton - Robert H. Roy - W. A. Kegan - C. G. Mallonee - C. Leibensperger - R. M. Finn |

Reserves:
| - F. H. Dotterweich - H. Farinholt - P. Hall, Jr. | - M. Caplan - C. C. Brownley |

### Verenigd Koninkrijk
| - P. L. V. Astle - L. Clayton - A. B. Craig - H. H. Crofts - S. M. Fleeson - G. F. Higson | - F. E. Johnson - H. C. Johnson - O. J. Knudsen - E. Parsons - F. C. G. Perceval - A. J. Phillips |

Reserves:
| - E. R. Richards - G. P. Seed - W. D. Stott | - E. E. Tweedale - S. Wood |

St. Louis 1904 · 
Londen 1908 · 
Amsterdam 1928 (demonstratie) · 
Los Angeles 1932 (demonstratie) · 
Londen 1948 (demonstratie)
Olympische medaillewinnaars
Atletiek · Boksen · Gewichtheffen · Hockey · Kaatsen (demonstratie) · Korfbal (demonstratie) · Kunstwedstrijden · Lacrosse (demonstratie) · Moderne vijfkamp · Paardensport · Roeien · Schermen · Schoonspringen · Turnen · Voetbal · Waterpolo · Wielersport · Worstelen · Zeilen · Zwemmen